# Teesri Kasam
Teesri Kasam (Hindi: तीसरी क़सम, Urdu: تیسری قسم, übersetzt: Das dritte Gelübde) ist ein Hindi-Film von Basu Bhattacharya aus dem Jahr 1966 mit Raj Kapoor und Waheeda Rehman in den Hauptrollen. Der Film basiert auf Phanishwarnath Renus Kurzgeschichte Mare Gaye Gulfam.

## Handlung
Beinahe gerät der Ochsenwagenfahrer Hiraman in die Hände der Polizei und verspricht nie wieder illegale Ware zu transportieren. Wenig später verunfallt er mit einer Ladung Bambus und schwört nie wieder auch solche zu transportieren. Als ihn eine Frau bittet, sie zu einem 40 Meilen entfernten Jahrmarkt zu bringen, stimmt er ein.
Es ist die schöne Hirabai, die Hiraman im Laufe der Fahrt ans Herz wächst. Was Hiraman nicht weiß, ist, dass sie mit ihren Nautanki-Tänzen die Männer anregt und als Kurtisane ihr Geld verdient. Auch der örtliche Zamindar Vikram Singh hat es bereits auf sie abgesehen.
Als Hiraman von ihrem beruflichen Status erfährt, will er sie davon abbringen. Hirabai ist sehr gerührt und lässt sich darauf ein. Doch als die Dinge nicht so laufen, wie sie es sich vorgestellt hatte, kehrt sie wieder zu ihrem alten Leben zurück. Hiraman ist sehr enttäuscht und legt sein drittes Gelübde ab – nie wieder eine Nautanki-Tänzerin zu kutschieren.

## Musik
| Songtitel                   | Sänger/in       |
| --------------------------- | --------------- |
| Duniya Bananewale           | Mukesh          |
| Aa Bhi Ja                   | Lata Mangeshkar |
| Chalat Musafir              | Manna Dey       |
| Mare Gaye Gulfam            | Lata Mangeshkar |
| Pan Khaye Saiyan Hamaro     | Asha Bhosle     |
| Sajan Re Jhooth Mat Bolo    | Mukesh          |
| Sajanwa Bairy Ho Gaye Hamar | Mukesh          |
| Hai Gazab Kahin Tara Toota  | Asha Bhosle     |

Die Liedtexte zur Musik von Shankar-Jaikishan schrieben Shailendra und Hasrat Jaipuri.

## Auszeichnungen
National Film Award (1967)
- National Film Award/Bester Film an Basu Bhattacharya

Bengal Film Journalists’ Association Awards (1967)
- BFJA Award/Bester Hauptdarsteller – Hindi an Raj Kapoor

Internationales Filmfestival Moskau (1967)
- Basu Bhattacharya nominiert für den Goldenen St. Georg

## Kritik
Die sentimentale Geschichte berührt die verbreitete sexuelle Unterdrückung der Frauen, richtet seine Sympathie jedoch am Ende auf den desillusionierten Hiraman anstatt auf die Frau. Der Film ist hauptsächlich für seine nahtlose, lyrische Bildfolge und für Kapoors beste Darstellung seiner archetypischen Filmfigur bemerkenswert.